# Aeroporto Internazionale di Birmingham-Shuttlesworth
L'Aeroporto Internazionale di Birmingham-Shuttlesworth  è un aeroporto situato a 8 km a nord est di Birmingham in Alabama, negli Stati Uniti d'America.

## Utilizzo Militare
Un settore dell'aeroporto è utilizzato dalla Alabama National Guard.
Sono presenti le seguenti unità:
- 117th Air Refueling Wing
- Company B (-) (Heavy Lift), 1st Battalion, 169th Aviation Regiment (General Support)
- Detachment 1, Company A, 1st Battalion, 114th Aviation Regiment